# Run (filme de 2020)
Run (no Brasil, Fuja; em Portugal, Corre!) é um filme americano de suspense psicológico e terror de 2020 dirigido por Aneesh Chaganty e escrito por Chaganty e Sev Ohanian. É estrelado por Sarah Paulson e Kiera Allen. Run estreou nos Estados Unidos pela Hulu em 20 de novembro de 2020, teatralmente em outros territórios pela Lionsgate, e em 2 de abril de 2021 internacionalmente pela Netflix.
O filme recebeu críticas geralmente positivas dos críticos de cinema e se tornou o filme original de maior sucesso da Hulu após seu lançamento.

## Enredo
Diane Sherman dá à luz prematuramente uma filha que mais tarde ela vê deitada em uma incubadora, cercada por funcionários do hospital. A tela lê as definições de arritmia, hemocromatose, asma, diabetes e paralisia.
Dezessete anos depois, em Pasco, Washington, sua filha Chloe, agora adolescente e que usa cadeira de rodas, aguarda cartas de admissão na universidade, mas Diane repetidamente a impede de ver a correspondência. Chloe encontra cápsulas verdes prescritas para sua mãe. Chloe verifica o frasco e encontra um rótulo de farmácia com seu nome cobrindo o de Diane. Ela tenta pesquisar o nome da droga, Trigoxina, mas a internet não funciona mais. Ela liga para um estranho do quarto da mãe, onde fica o único telefone fixo da casa, e pede que ele procure a droga. O homem diz a ela que é um medicamento para o coração e que todas as fotos do medicamento mostram uma pequena pílula vermelha.
Chloe pede à mãe para levá-la ao cinema. Durante o filme, enquanto finge ir ao banheiro, ela corre para a farmácia do outro lado da rua. O farmacêutico se recusa a dizer a ela qual é o medicamento, mas acaba revelando que é um relaxante chamado Ridocaína, destinado a cães. Quando Chloe pergunta o que aconteceria se um humano tomasse o medicamento, o farmacêutico diz que as pernas podem ficar dormentes e Chloe começa a hiperventilar. Sua mãe a encontra e seda e a leva para casa.
Chloe acorda na cama e encontra sua porta trancada e acorrentada, então ela não consegue escapar. Quando ela percebe que o carro de sua mãe não está lá, ela se arrasta para fora da janela, eventualmente fazendo seu caminho até a janela do quarto de sua mãe. Ela começa a ter um ataque de asma e corre para pegar o inalador. Ela tenta subir na rampa que permite descer as escadas, mas os fios estão cortados. Chloe joga sua cadeira de rodas escada abaixo e cai atrás dela.
Na estrada, ela vê o caminhão do correio e corre para detê-lo. Ela explica o que sua mãe está fazendo enquanto Diane passa de carro, avistando a cadeira de rodas de Chloe e parando. O motorista diz a Diane que não pode deixá-la levar Chloe, e Chloe diz ao carteiro que quer ir à polícia. No entanto, enquanto ele fecha a van para levar Chloe para a delegacia, Diane o esfaqueia com uma seringa de sedativo. Chloe acorda no porão com sua cadeira de rodas acorrentada.
No porão, ela descobre todas as cartas de aceitação da faculdade, fotos, um atestado de óbito que mostra que uma garota chamada Chloe morreu duas horas após seu nascimento, bem como um artigo sobre um casal que teve seu bebê roubado. Ela encontra uma foto de si mesma como uma criança, caminhando. Quando Diane entra, Chloe a acusa de transtorno factício imposto a outra pessoa e pergunta se ela já esteve realmente doente. Diane insiste que tudo o que ela sempre fez foi para ajudar e proteger Chloe, enquanto enche uma seringa com diluente para fazê-la esquecer. Chloe consegue se arrastar para longe e se trancar em um armário. Com medo de que sua mãe tente matá-la, e percebendo que sua mãe precisa dela, Chloe bebe de uma garrafa de organofosfato, forçando Diane a levá-la às pressas para o hospital.
Chloe acorda em uma cama de hospital incapaz de se mover ou falar, com Diane olhando pela janela. Após a suspeita de um médico questionando por que Chloe teve uma dúzia de mudanças de médico primário nos últimos seis anos, ela sinalizou para uma enfermeira, que trouxe sua caneta e papel. Um código azul é chamado e a enfermeira sai correndo. Diane aproveita e foge para resgatar Chloe. A enfermeira encontra Chloe desaparecida, com "mamãe" escrita no papel. A segurança é informada. Correndo para escapar para o carro, Diane empurra Chloe em direção à saída, mas é interrompida por escadas. Puxando a arma, ela entra em pânico e Chloe tranca a cadeira para que Diane não possa movê-la. Depois de dizer a Chloe que ela só quer protegê-la, Chloe diz que não precisa de Diane quando a polícia aparece. Diane levanta a arma e eles atiram no braço dela, fazendo-a cair da escada.
Sete anos depois, Chloe vai para uma instituição correcional e usa sua bengala para passar pelo detector de metais, mostrando que ela ganhou mobilidade parcial nas pernas novamente. Ela visita alguém na enfermaria e começa a falar sobre seu marido maravilhoso, filhos e trabalho. A tela mostra sua mãe decrépita e doente, imóvel na cama. Tirando os comprimidos verdes da boca, Chloe diz à mãe que a ama e diz para ela se abrir. 

## Elenco
- Sarah Paulson como Diane Sherman
- Kiera Allen como Chloe Sherman
- Pat Healy como carteiro Tom
- Sara Sohn como enfermeira Kammy
- Sharon Bajer como Kathy Bates, uma homenagem à atriz de mesmo nome.[8]
- Tony Revolori como garoto do Brooklyn (voz)

## Produção
Em junho de 2018, foi anunciado que a Lionsgate iria produzir, distribuir e financiar o filme, com Aneesh Chaganty dirigindo um roteiro que escreveu, ao lado de Sev Ohanian. Ohanian e Natalie Qasabian irão produzir o filme. Em outubro de 2018, Sarah Paulson se juntou ao elenco do filme. Em dezembro de 2018, Kiera Allen entrou pro elenco do filme.
As gravações começaram em Winnipeg, Canadá em 31 de outubro de 2018 e terminaram em 18 de dezembro de 2018.
Torin Borrowdale compõe a trilha sonora do filme, já que já havia colaborado com Chaganty em Searching. De acordo com Borrowdale, o objetivo da direção musical do filme era atingir "a essência de Bernard Herrmann, mas para uma experiência cinematográfica em 2020".

## Lançamento
O filme estava programado para ser lançado em 8 de maio de 2020, coincidindo com o fim de semana do Dia das Mães. No entanto, devido à pandemia do COVID-19, ele foi retirado da programação. A Lionsgate pretende anunciar uma nova data de lançamento "assim que houver mais clareza sobre quando os cinemas" serão reabertos. Foi previamente programado para ser lançado em 24 de janeiro de 2020. Em agosto de 2020, o Hulu adquiriu os direitos de distribuição do filme e o lançou em 20
de novembro do mesmo ano. A Netflix adquiriu os direitos internacionais do filme e o lançou em 2 de abril de 2021.

## Recepção

### Audiência
Após seu fim de semana de estreia, a Hulu relatou que Run foi o filme original mais assistido na história da plataforma, bem como o mais falado no Twitter.

### Resposta da crítica
No site agregador de resenhas Rotten Tomatoes, o filme contém uma taxa de aprovação de 89% com base em 123 críticas, com uma média de 7,1/10. O consenso dos críticos do site diz: "Atuação sólida e tensão habilmente elevada ajudam Run a transcender suas armadilhas familiares para entregar um thriller de suspense delicioso." No Metacritic, ele tem uma pontuação média de 67 de 100, com base em 20 críticos, indicando "avaliações geralmente favoráveis".
Jessica Gomez do AllHorror.com escreveu: "Se você é como eu e foi cativado pela história de Gypsy Rose e sua mãe Dee Dee Blanchard, então eu tenho um thriller psicológico com o seu nome nele." Ryan Lattanzio da IndieWire deu ao filme um "C+" e disse: "Há mudanças de tom bastante agressivas e indutoras de chicotadas em exibição para sugerir que esta dupla de cineastas tem um futuro, mesmo quando seus personagens não parecem ter um passado."
Rahul Desai, do Film Companion, escreveu: "O filme se desdobra em uma alegoria e acusação da paternidade moderna – o controle disfarçado de cuidado, a falta de identidade, o incessante asfixia, a manipulação e a linha tênue entre abnegação e egoísmo".